# Georg Wünschmann

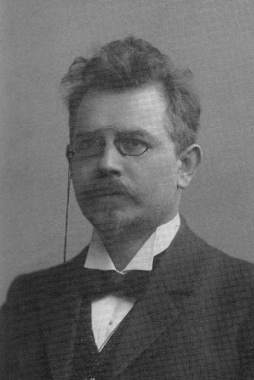
Georg Wünschmann

Georg Wünschmann (* 11. Februar 1868 in Limbach; † 12. Oktober 1937 in Leipzig) war ein deutscher Architekt.

## Leben

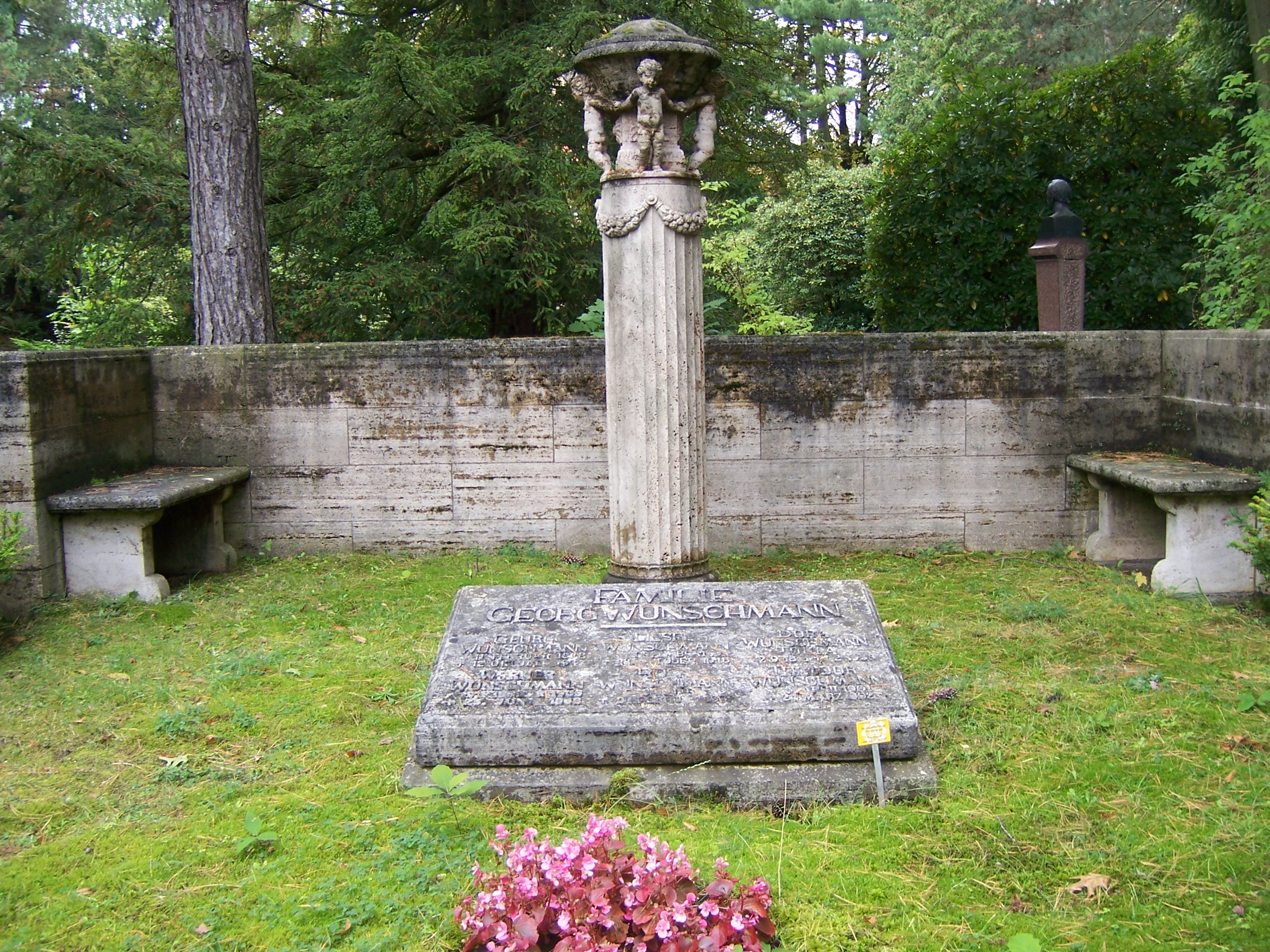
Grabstätte Familie Georg Wünschmann auf dem Südfriedhof in Leipzig

Wünschmann erhielt seine Ausbildung wahrscheinlich von 1888 bis 1890 an den Technischen Staatslehranstalten in Chemnitz. Er war ab ca. 1891 in Leipzig ansässig, dort bezog er 1893 eine eigene Wohnung in der Nonnenstraße 24. Nach einigen Jahren als Angestellter in einem größeren Architekturbüro machte er sich um 1895 selbstständig. Der Großteil seines Werkes entstand vor dem Ersten Weltkrieg, seit den 1920er Jahren wandte er sich der Neuen Sachlichkeit zu.
Wünschmann war mit der Opernsängerin Theodora Franziska Serafine von Toula (* 2. September 1871 in Wien) verheiratet, 1901 wurde Theodor geboren, 1905 Werner. Durch seine Frau ergaben sich persönliche Beziehungen nach Österreich, die auch zu verschiedenen Bauprojekten in Kärnten führten.
1930 zog sich Wünschmann unter dem Eindruck der Weltwirtschaftskrise aus dem aktiven Berufsleben zurück und überließ das Leipziger Büro seinem Sohn Werner Wünschmann. Georg Wünschmann war Mitglied des Leipziger Gelehrten- und Künstlerbundes Die Leoniden.

## Bauten

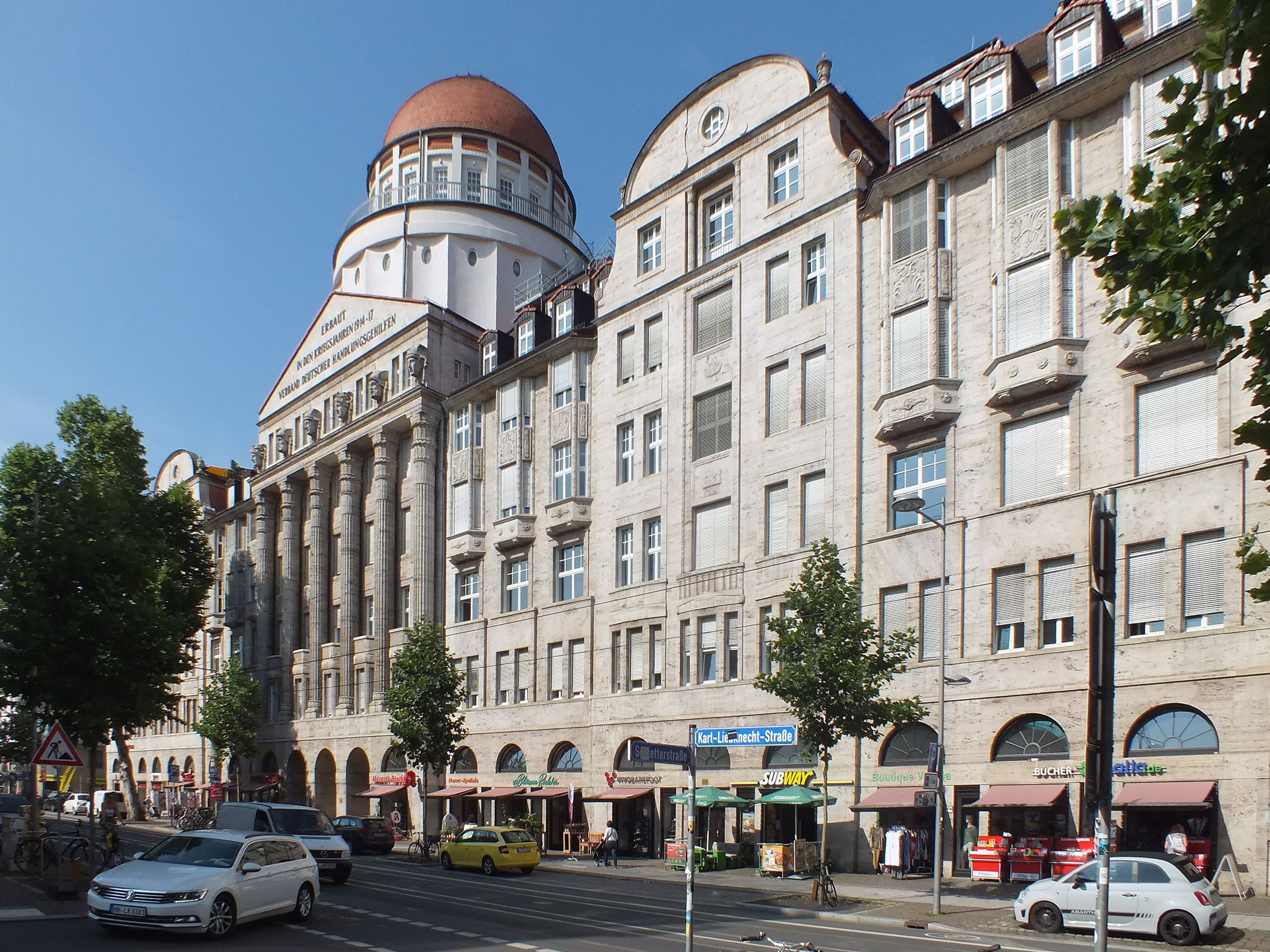
Wünschmann-Haus, ehemals Haus des Verbandes Deutscher Handlungsgehilfen

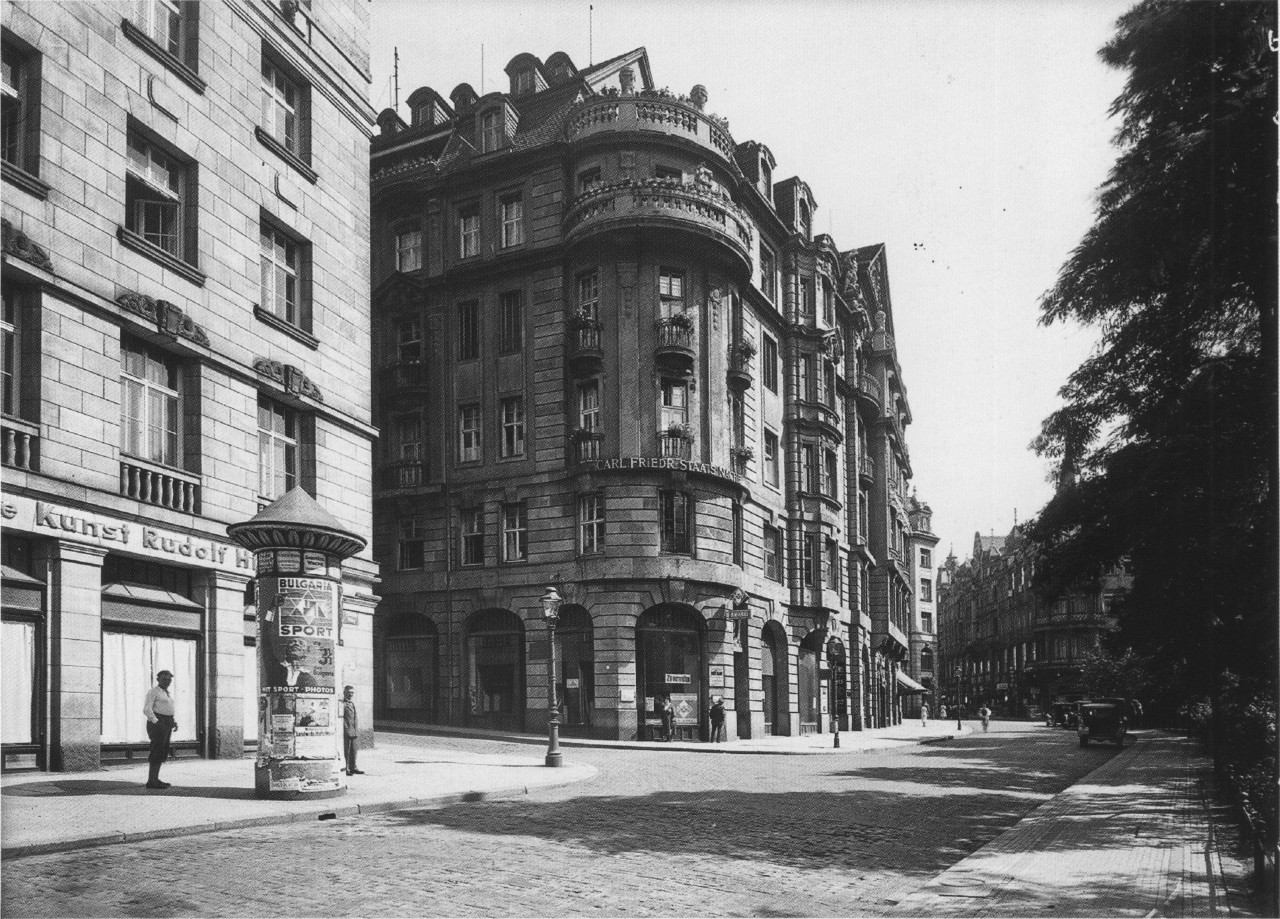
Wünschmanns Hof in Leipzig (um 1925)

Verwaltungsgebäude auf dem Flughafen Leipzig-Mockau

### In Leipzig
- 1895/1896: Wohnhaus, Am langen Felde 15
- 1896/1897: Wohnhaus Carl Förster („Rothenburger Erker“), Antonienstraße 1 / Altranstädter Straße 2
- 1896/1897: Villa Hagenguth, Uhlandstraße 6
- 1897/1898: Wohnhaus, Chopinstraße 16
- 1897/1898: Wohnhaus, Keilstraße 4–6 (1903/1904 von Oscar Schade zur Brodyer Synagoge umgebaut)
- 1900: Wohnhaus Carl Max Müller, Kreuzstraße 3
- 1901: Schreber-Hauschild-Denkmal, Aachener Straße 7
- 1903: „Herrschaftliches Wohnhaus“ des Architekten Georg Wünschmann, Scharnhorststraße 2 / August-Bebel-Straße 55[1]
- 1904/1905: Wohnhaus, Chopinstraße 11a
- 1904/1905: Villa Brehmer, Rudolph-Sack-Straße 7–9 (bis 1904 Friedrichstraße 2)[2]
- 1905: Villa Körnig, Prinz-Eugen-Straße 36–38
- 1905: Villa für den Arzt Dr. Victor Rudolph, August-Bebel-Straße 26[1]
- 1905/1906: Wohnhaus, Bosestraße 3
- 1906/1907: Geschäftshaus Paul Knaur, Auguste-Schmidt-Straße 5–7
- 1907/1908: Villa „Sorabia“, Versammlungsheim für den Alte-Herren-Verband der Lausitzer Prediger-Gesellschaft (heute Evangelische Studentengemeinde), Alfred-Kästner-Straße 11
- 1908/1909: Geschäftshaus „Wünschmanns Hof“, Dittrichring 18–20
- 1909/1910: „Herrschaftliches Wohnhaus“ für den Baumeister Alfred Lohse, Fockestraße 2[1]
- 1909/1910: Villa Freytag, Schorlemmerstraße 6
- 1913–1917: Palmengartenwehr, Am Elsterwehr
- 1914: Undosa-Wellenbad, Altes Messegelände
- 1914–1917: Verwaltungsgebäude für den Verband Deutscher Handlungsgehilfen (bis 2013 LVB-Gebäude, ab 2015 Wünschmann-Haus), Karl-Liebknecht-Straße 8–14[1]
- 1915: Grabstätte der Familie Paul Knaur, Südfriedhof, Abt. VI/2
- 1919: Grabmal der Familie Georg Wünschmann, Südfriedhof, Abt. VI/3
- 1925: Umbau des ehemaligen Vereinshauses des Verbandes Deutscher Handlungsgehilfen, Harkortstraße 3[1]
- 1926–1928: Wohnanlage für die Gemeinnützige Bau- und Siedlungs-AG „Heimat“ (Berlin-Zehlendorf), Hildebrandstraße 39a–45c[1]
- 1928: Klingerbrücke über das Elsterflutbett, Käthe-Kollwitz-Straße[3][4]
- 1928/1929: Heim „Humanitas“ für gebrechliche Kinder, Prager Straße 224
- 1928/1929: Verwaltungsgebäude auf dem Flughafen Leipzig-Mockau, Graf-Zeppelin-Ring 12
- 1929: Musterblock der Baumesse-Siedlung, Hauffweg 1–5a[3]
- 1929–1931: Wohnanlage für die Gemeinnützige Bau- und Siedlungs-AG „Heimat“ (Berlin-Zehlendorf), Adolph-Menzel-Straße 11–17a, Corinthstraße 24–26, Walter-Cramer-Straße 2–8

### In anderen Orten
| Foto |                 | Baujahr   | Name | Standort                                                | Beschreibung                                           | Metadaten                                                                               |
| --- | --------------- | --------- | --- | ------------------------------------------------------- | ------------------------------------------------------ | --------------------------------------------------------------------------------------- |
| [[Vorlage:Bilderwunsch/code!/C:46.6164,14.0453!/D:Wohn- und Geschäftshaus Kuzmany in Velden am Wörther See Am Corso 4, 9220 Velden am Wörther See !/\|BW]]                                               | Datei hochladen | 1897–1898 | Wohn- und Geschäftshaus Kuzmany in Velden am Wörther See                                                   | Am Corso 4, 9220 Velden am Wörther See Standort         |                                                        | P84(Architekt):Georg Wünschmann P131(Ort):Velden am Wörther See Region-ISO:AT-2         |
| ja | Datei hochladen | 1898      | Wohnhaus in Wien 7                                                                                         | Mondscheingasse 3, 1070 Wien Standort                   |                                                        | P84(Architekt):Karl Stigler, Georg Wünschmann P131(Ort):Wien Region-ISO:AT-9            |
| ja | Datei hochladen | 1899      | Villa Gruhl in Brühl · Wikidata                                                                            | Kaiserstraße 15, Brühl Standort                         |                                                        | P84(Architekt):Georg Wünschmann P131(Ort):Brühl Region-ISO:DE-NW                        |
| ja [[Vorlage:Bilderwunsch/code!/C:46.951032,14.406156!/D:Café Petersberg in Friesach Wiener Straße 4 Foto des Cafe's!/\|BW]]                                                                             | Datei hochladen | 1903      | Café Petersberg in Friesach HERIS-ID: 111693                                                               | Wiener Straße 4 Standort                                |                                                        | P84(Architekt):Georg Wünschmann P131(Ort):Friesach Region-ISO:AT-2                      |
| ja | Datei hochladen | 1903–1907 | Evangelische Vier-Evangelisten-Kirche in Arriach HERIS-ID: 53412 Objekt-ID: 61366                          | Arriach Standort                                        | → Hauptartikel : Vier-Evangelisten-Kirche (Arriach) f1 | P84(Architekt): P131(Ort):Arriach Region-ISO:AT-2                                       |
| [[Vorlage:Bilderwunsch/code!/C:51.3784,12.4864!/D:Doppelwohnhaus Emil Bödemann in Taucha Lindnerplatz 1, 04425 Taucha !/\|BW]]                                                                           | Datei hochladen | 1904      | Doppelwohnhaus Emil Bödemann in Taucha · Wikidata                                                          | Lindnerplatz 1, 04425 Taucha Standort                   |                                                        | P84(Architekt):Georg Wünschmann P131(Ort):Taucha Region-ISO:DE-SN                       |
| ja | Datei hochladen | 1905      | Fabrikgebäude der Firma Conradi & Friedemann in Limbach · Wikidata                                         | Moritzstraße / Weststraße 4–6, Limbach Standort         |                                                        | P84(Architekt):Georg Wünschmann P131(Ort):Limbach-Oberfrohna Region-ISO:DE-SN           |
| ja | Datei hochladen | 1906      | Fabrikgebäude für die Fotografische Maschinendruckanstalt „Aristophot“ in Taucha, Weststraße 11 · Wikidata |                                                         | zerstört                                               | P84(Architekt): P131(Ort):                                                              |
| ja | Datei hochladen | 1925–1926 | Ärzteheim des Hartmannbundes in Bad Berka, Am Ärzteheim · Wikidata                                         | Standort                                                | Anmerkung: Adresse abweichend                          | P84(Architekt): P131(Ort):Bad Berka Region-ISO:DE-TH                                    |
| [[Vorlage:Bilderwunsch/code!/C:51.3616,11.1031!/D:Kindersanatorium „Hermann-Hedrich-Heim“ in Bad Frankenhausen/Kyffhäuser, Thomas-Müntzer-Straße Thomas-Müntzer-Straße, 06567 Bad Frankenhausen !/\|BW]] | Datei hochladen | 1926–1927 | Kindersanatorium „Hermann-Hedrich-Heim“ in Bad Frankenhausen/Kyffhäuser, Thomas-Müntzer-Straße · Wikidata  | Thomas-Müntzer-Straße, 06567 Bad Frankenhausen Standort |                                                        | P84(Architekt):Georg Wünschmann P131(Ort):Bad Frankenhausen/Kyffhäuser Region-ISO:DE-TH |